# Glenn McQueen
Glenn McQueen (Toronto, 24 de dezembro de 1960 – Berkeley, 29 de outubro de 2002) foi um animador CGI da Pixar. Era casado com Terry McQueen.
Supervisor de animações tais como: Vida de Inseto, Monstros S.A., Toy Story 2, entre outros. A causa de sua morte foi câncer de pele (melanoma maligna). O filme Procurando Nemo foi dedicado a ele, também tendo homenagem no personagem principal do filme Carros, Relâmpago Mcqueen (Lightning Mcqueen, em inglês).
Sua frase era "I do have the best job in the world, no question. Everybody should be jealous. This is so what you want to do." ("Eu tenho o melhor emprego do mundo, sem dúvida. Todos deveriam ter inveja. Isso é exatamente o que todos querem fazer.").